# Partida del Matet
El Matet és una partida de terra del terme de Reus situada entre la Riera de la Beurada i el Barranc del Mas de Besora, damunt de la carretera de la Selva. Toca amb la Partida dels Estellers i de Montoliu, i amb els termes d'Almoster i la Selva. En el seu territori hi ha el Cementiri, i a Reus, quan es diu que algú fa cap al Matet vol dir que ha passat a l'altra vida. També hi ha alguna masia important, com el Mas del Senan.